# Du Pareil au Même
Du Pareil au Même (DPAM ou DP...am) est une entreprise française de mode pour enfants, créée en 1986 par Simon Benharrous. 
Le groupe dispose de sa propre enseigne et de ses propres boutiques (230 environ fin 2018), mais dispose également d'une enseigne spécialisée pour les bébés (0 à 2 ans) et d'une enseigne spécialisée dans les chaussures. Du Pareil au Même est présent dans 450 magasins à travers 26 pays.
Créée en 1986, Du Pareil au Même est basée sur plusieurs sites dont Massy, Ris-Orangis dans l'Essonne et Montpellier. Elle était anciennement basée à Wissous.

## Historique
En 1986, Simon Benharrous, dessinateur de costumes de théâtre, ouvre une boutique sous le nom "Tout autre chose", qui deviendra "Du Pareil au même". 
1993 : Création de Cerelou

1994 : Création de DPAM Bébé.

1995 : DPAM entre en bourse

1998 : DPAM est cédé à la société Konanee.

1999 : Création du site Internet www.dpam.com.

2000 : DPAM ouvre des magasins en Italie, Espagne et au Portugal et crée DPAM Chaussures.

2001 : DPAM ouvre un entrepôt de 22 000 m² à Ris-Orangis.

2004 : DPAM s’ouvre à l’affiliation.

2008 : H Partners Distribution (Olivier Halley) achète DPAM.

2009 : Patrick Bécouarn, ex-PDG de Kraft General Foods, prend la tête du directoire de DPAM.

En 2010, via DPAM, H Partners Distribution rachète les marques Petits Petons et Tout Compte Fait et emménage son nouveau siège social à Massy.

En crise DPAM malgré l'injection de 70 millions d'euros par son actionnaire est reprise par Sergent Major fin 2015,,.
En juin 2023, le groupe Générale pour l'Enfant qui détient DPAM, annonce la fermeture d'une centaine de magasin Du Pareil au Même, ainsi que la fermeture d'environ 50 magasin Sergent Major.
Le 14 mars 2024, le groupe Générale pour l'Enfant (propriétaire de DPAM et Sergent Major) est placé en redressement judiciaire.